# Écologie de guerre
L'expression « écologie de guerre » s'est démocratisée en 2022 après l'invasion de l'Ukraine par la Russie qui a conduit à une crise énergétique notamment sur le gaz produit par la Russie et dont l'Europe est très dépendante. En réponse à ce risque, l'écologie de guerre consiste à réduire la consommation d'énergie et à développer les énergies alternatives pour limiter la dépendance géopolitique de l'Europe à la Russie,,
Pierre Charbonnier, philosophe, chargé de recherche au CNRS, rattaché au CEE de Sciences Po décrit l'expression « écologie de guerre » comme « un modèle qui intègre la transition énergétique à une politique de sécurité internationale, qui mêle le langage géopolitique et environnemental – au risque de militariser l’écologie. »,,.

## Sources et références
1. ↑  Pierre Charbonnier, « La naissance de l’écologie de guerre », Article,‎ 2022 (lire en ligne )
2. ↑  clementf, « La naissance de l’écologie de guerre », sur Le Grand Continent, 18 mars 2022 (consulté le 26 décembre 2022)
3. ↑  Matheo Malik, « Écologie de guerre : un nouveau paradigme », sur Le Grand Continent, 19 septembre 2022 (consulté le 26 décembre 2022)
4. 1 2  « L’écologie de guerre : un nouveau paradigme pour l’Europe ? », sur Sciences Po (consulté le 31 janvier 2024)
5. ↑  « L’écologie de guerre au crible de la revue « Green » », Le Monde.fr,‎ 30 septembre 2022 (lire en ligne, consulté le 31 janvier 2024)
6. ↑  « Une "écologie de guerre" peut-elle exister ? », sur France Culture, 14 avril 2022 (consulté le 31 janvier 2024)